# Classe Hai Kun
La classe Hai Kun est une classe de sous-marin d'attaque construit pour la République de Chine. Construits à Taïwan, ils sont aussi nommés en anglais : Indigenous Defense Submarine (IDS).

## Histoire
Depuis 2001, Taïwan tente d'acquérir de nouveaux sous-marins pour renforcer sa flotte sous-marine vieillissante, composée de deux sous-marins de classe Hai Lung de construction néerlandaise datant des années 1980 et de deux sous-marins de classe GUPPY de construction américaine qui ont été utilisés pendant la Seconde Guerre mondiale. En 2003, les États-Unis proposent de fournir des sous-marins à Taiwan, mais ne construisant pas de sous-marins conventionnels (non nucléaires) depuis les années 1950, une offre de huit sous-marins italiens rénovés de la classe Nazario Sauro est proposée. Celle-ci est refusée par Taiwan en raison de leur âge. La tentative d’acquérir des sous-marins de construction étrangère est abandonnée au profit d’options nationales.
Le ministère de la Défense nationale a annoncé en 2014 que Taïwan construirait ses propres sous-marins d'attaque diesel-électriques (SSK) avec l'aide des États-Unis et, en 2016, un centre de développement de sous-marins est créé par CSBC Corporation, à Taïwan, pour superviser le développement des sous-marins autochtones. Programme de sous-marin de défense sous le nom de code « Hai Chang » ((zh)). En avril 2018, le président Donald Trump approuve les transferts de technologie qui permettraient à Taïwan de construire ses propres sous-marins et, au cours des années suivantes, plusieurs propositions de conception émanant de pays, dont l’Inde et le Japon, auraient été examinées,,,.

## Unités
| Nom                 | Numéro de coque | Chantier        | Quille posée     | Lancé             | Mis en service |
| ------------------- | --------------- | --------------- | ---------------- | ----------------- | -------------- |
| ROCS Hai Kun (海鯤) | SS-711          | CSBC, Kaohsiung | 16 novembre 2021 | 28 septembre 2023 | ...            |
| ...                 | ...             | ...             | ...              | ...               | ...            |